# Luigi III de La Trémoille
Luigi III de La Trémoille, I duca di Thouars (1521 – Melle, 25 marzo 1577), è stato un nobile francese della famiglia La Tremoille. Era figlio di Francesco II e di sua moglie, Anna di Laval.

## Biografia
Luigi accompagnò il delfino in viaggio a Perpignano nel 1542, servì nella guerra contro gli inglesi in Piccardia e fu uno dei quattro baroni dato come ostaggio della Santa Ampolla alla consacrazione di Enrico II, e uno degli ostaggi del trattato di pace concluso nel 1542 tra la Francia e l'Inghilterra.

## Discendenza
Nel 1549, sposò Giovanna di Montmorency (1528–1596), la seconda figlia di Anneo di Montmorency. Ebbero cinque figli incluso:
- Luigi, conte de Benon,
- Claudio, duca di Thouars,
- Carlotta Caterina (1568–1629), che sposò Enrico I di Borbone, principe di Condé.

Luigi servì in Italia sotto il Maresciallo de Cossé. Nel 1560, fu un luogotenente generale del Poitou e del Saintonge. Fu incolpato, nel 1567, con il comando della Valle della Loira, che serviva sotto il Duca d'Angiò e fu ucciso nell'assedio di Melle, il 25 marzo 1577, nel momento della caduta della città.

## Ascendenza
|                              |                                  |                                        | Genitori                                  |  |  | Nonni |  |  | Bisnonni                 |  |  | Trisnonni               |  |
|                              |                                  |                                        |                                           |  |  |       |  |  | Luigi II de La Trémoille |  |  | Luigi I de La Trémoille |  |
|                              |                                  |                                        |                                           |  |  |       |  |  | Luigi II de La Trémoille |  |  | Luigi I de La Trémoille |  |
|                              |                                  | Margherita d'Amboise                   |                                           |  |  |       |  |  | Luigi II de La Trémoille |  |  |                         |  |
| Carlo I de la Trémoille      |                                  |                                        |                                           |  |  |       |  |  | Luigi II de La Trémoille |  |  |                         |  |
|                              |                                  | Gabriella di Borbone                   | Luigi I di Montpensier                    |  |  |       |  |  |                          |  |  |                         |  |
|                              |                                  | Gabriella di Borbone                   | Luigi I di Montpensier                    |  |  |       |  |  |                          |  |  |                         |  |
|                              |                                  | Gabriella di Borbone                   | Gabrielle de La Tour d'Auvergne           |  |  |       |  |  |                          |  |  |                         |  |
| Francesco II de La Trémoille |                                  | Gabriella di Borbone                   |                                           |  |  |       |  |  |                          |  |  |                         |  |
|                              |                                  | Carlo di Coëtivy, conte di Taillebourg | Oliviero di Coëtivy, conte di Taillebourg |  |  |       |  |  |                          |  |  |                         |  |
|                              |                                  | Carlo di Coëtivy, conte di Taillebourg | Oliviero di Coëtivy, conte di Taillebourg |  |  |       |  |  |                          |  |  |                         |  |
|                              |                                  | Carlo di Coëtivy, conte di Taillebourg | Maria Margherita di Valois                |  |  |       |  |  |                          |  |  |                         |  |
| Luisa di Coëtivy             |                                  | Carlo di Coëtivy, conte di Taillebourg |                                           |  |  |       |  |  |                          |  |  |                         |  |
|                              |                                  | Giovanna di Valois-Angoulême           | Giovanni di Valois-Angoulême              |  |  |       |  |  |                          |  |  |                         |  |
|                              |                                  | Giovanna di Valois-Angoulême           | Giovanni di Valois-Angoulême              |  |  |       |  |  |                          |  |  |                         |  |
|                              |                                  | Giovanna di Valois-Angoulême           | Margherita di Rohan                       |  |  |       |  |  |                          |  |  |                         |  |
| Luigi III de La Trémoille    |                                  | Giovanna di Valois-Angoulême           |                                           |  |  |       |  |  |                          |  |  |                         |  |
|                              | Jean de Laval, barone di Quintin | Conte Guy XIV di Laval                 |                                           |  |  |       |  |  |                          |  |  |                         |  |
|                              | Jean de Laval, barone di Quintin | Conte Guy XIV di Laval                 |                                           |  |  |       |  |  |                          |  |  |                         |  |
|                              | Jean de Laval, barone di Quintin | Isabella di Bretagna                   |                                           |  |  |       |  |  |                          |  |  |                         |  |
| Conte Guy XVI di Laval       | Jean de Laval, barone di Quintin |                                        |                                           |  |  |       |  |  |                          |  |  |                         |  |
|                              |                                  | Jeanne Perier di Saint-Quentin         | Tristan Perier, signore di Saint-Quentin  |  |  |       |  |  |                          |  |  |                         |  |
|                              |                                  | Jeanne Perier di Saint-Quentin         | Tristan Perier, signore di Saint-Quentin  |  |  |       |  |  |                          |  |  |                         |  |
|                              |                                  | Jeanne Perier di Saint-Quentin         | Isabella di Montauban                     |  |  |       |  |  |                          |  |  |                         |  |
| Anna di Laval                |                                  | Jeanne Perier di Saint-Quentin         |                                           |  |  |       |  |  |                          |  |  |                         |  |
|                              |                                  | Federico I di Napoli                   | Ferdinando I di Napoli                    |  |  |       |  |  |                          |  |  |                         |  |
|                              |                                  | Federico I di Napoli                   | Ferdinando I di Napoli                    |  |  |       |  |  |                          |  |  |                         |  |
|                              |                                  | Federico I di Napoli                   | Isabella di Chiaromonte                   |  |  |       |  |  |                          |  |  |                         |  |
| Carlotta d'Aragona           |                                  | Federico I di Napoli                   |                                           |  |  |       |  |  |                          |  |  |                         |  |
|                              |                                  | Anna di Savoia                         | Amedeo IX di Savoia                       |  |  |       |  |  |                          |  |  |                         |  |
|                              |                                  | Anna di Savoia                         | Amedeo IX di Savoia                       |  |  |       |  |  |                          |  |  |                         |  |
|                              |                                  | Anna di Savoia                         | Iolanda di Valois                         |  |  |       |  |  |                          |  |  |                         |  |
|                              |                                  | Anna di Savoia                         |                                           |  |  |       |  |  |                          |  |  |                         |  |

| Controllo di autorità | VIAF (EN) 308183731 |